# HD 33377
HD 33377，又名CD-35 2126，SAO 195581、HR 1680，是一颗恒星，视星等为6.52，位于銀經239.05，銀緯-35.5，其B1900.0坐标为赤經5h 4m 41.1s，赤緯-35° -35.5′ 50″。